# Jordy Dazz
Jordy van Oostveen, connu sous les noms de scène d'Jordy Lishious, et de Jordy Dazz, est un disc-jockey né le 1er mai 1984 et basé aux Pays-Bas, et actif depuis 2012.
Supporté par Hardwell, Jordy Dazz signera la majeure partie de ses productions sur son label Revealed Recordings.

## Discographie

### Singles
- 2012 : OMG [Revealed Recordings]
- 2012 : Bad Rule [Revealed Recordings]
- 2012 : Drum Fail (avec Mightyfools) [Hysteria Recs]
- 2012 : Fuego (avec Dannic) [Revealed Recordings]
- 2012 : Claymore [Revealed Recordings]
- 2013 : Bitsize [DOORN (Spinnin)]
- 2013 : Jumpfold (7th Sunday Anthem 2013) [Smash The House]
- 2013 : Torpedo [Hysteria Recs]
- 2014 : Battle (avec Bassjackers) [DOORN (Spinnin)]
- 2014 : Vortex (avec Jimi Frew) [Revealed Recordings]
- 2014 : Jumbo (avec Fafaq) [Revealed Recordings]
- 2015 : Disco Nights [Revealed Recordings]
- 2015 : The Limit (avec Cobra Effect) [Fly Eye Records]
- 2016 : Apocalypse [WOLV]
- 2016 : Ragged (avec BLOQSHOT) [Revealed Recordings]
- 2016 : The Cube [Free Download]
- 2016 : Stamina [Musical Freedom Records (Spinnin)]
- 2016 : PVP (avec BLOQSHOT) [Hysteria Recs]
- 2017 : Cluster [Hybrid Music]
- 2018 : MAYDAY [Hybrid Music]

### Remixes
- 2012 : Keatch - Add Stars To The Sky (Jordy Dazz Remix) [Wooha!]
- 2012 : Mr. Fluff - Fearless Hearts (Jordy Dazz Instrumental Remix) [Vicious]
- 2012 : Mr. Fluff - Fearless Hearts (Jordy Dazz Vocal Remix) [Vicious]
- 2013 : Matt Nash, Dave Silcox & Tom Peppe - Hearts (Jordy Dazz Remix) [Cloud 9 Music]
- 2015 : NERVO - It Feels (Jordy Dazz Dub Remix) [Ultra]
- 2015 : Tommy Trash, JHart - Wake The Giant (Jordy Dazz Remix) [Armada Music]
- 2016 : Daniel Licht - Dishonored 2 Theme (Jordy Dazz Remix) [Free]
- 2017 : Luciana & Dave Audé - Yeah Yeah 2017 (Jordy Dazz Remix) [Audacious]